# Ray Ellison
Raymond Ellison, detto Ray (Newcastle-upon-Tyne, 31 dicembre 1950), è un ex calciatore inglese, di ruolo difensore.

## Caratteristiche tecniche
Era un terzino destro.

## Carriera
Dopo aver giocato nelle giovanili del Newcastle Utd, club della sua città natale, ha esordito tra i professionisti con la prima squadra delle Magpies (a cui era già aggregato dal 1968, anno in cui aveva firmato il suo primo contratto professionistico) all'età di 21 anni, disputandovi 6 partite nella prima divisione inglese durante la stagione 1971-1972; rimane poi con i bianconeri anche nella stagione 1972-1973, sempre in prima divisione, senza però scendere in campo in ulteriori incontri di campionato. Al termine di questa stagione viene ceduto al Sunderland, club storicamente rivale del Newcastle, appena retrocesso in seconda divisione: la sua permanenza ai 'Black Cats (che in quell'annata avendo vinto la FA Cup 1972-1973 partecipavano anche alla Coppa delle Coppe pur non essendo in prima divisione) dura tuttavia una sola stagione, nella quale il difensore disputa 2 partite di campionato. Tra il 1974 ed il 1977 milita invece in quarta divisione: in questa categoria prima disputa 16 partite con il Torquay Utd nella stagione 1974-1975 e successivamente realizza 3 reti in 57 incontri con la maglia del Workington nel biennio compreso tra il 1975 ed il 1977, terminato il quale il club, arrivato ultimo in classifica in Fourth Division, non viene rieletto nella Football League, nei cui campionati Ellison non milita più per il resto della sua carriera (nella quale vi ha segnato 3 reti in 80 partite totali disputate), pur continuando a giocare a livello semiprofessionistico ancora per alcuni anni con vari club del nord dell'Inghilterra.